# Były lokator
Były lokator (hiszp. Hogar) – hiszpański thriller z 2020 roku produkcji Netflixa w reżyserii Alexa i Davida Pastora. Jego premiera odbyła się 25 marca 2020 roku. Bezrobotny specjalista od reklamy Javier Muñoz (Javier Gutiérrez) zaczyna prześladować nowych mieszkańców swojego poprzedniego mieszkania Tomása (Mario Casas) i Larę (Bruna Cusí) i snuje wobec nich coraz bardziej przerażające plany.
Zdjęcia do filmu realizowano w Barcelonie.

## Opis fabuły
Bohaterem filmu jest Javier (w tej roli Javier Gutiérrez), uznany specjalista od marketingu i słynny autor hiszpańskich kampanii reklamowych. Zamożny, mieszka w bogatej dzielnicy, ale w pewnym momencie traci pracę. W filmie poznajemy go już jako osobę bezrobotną, która szuka pracy bezskutecznie od dłuższego czasu. Pomimo ogromnego doświadczenia, uczęszcza na różne kursy, aby łatwiej znaleźć pracę, ale niestety agencje wolą zatrudnić młodych ludzi. Z braku finansów zmuszony jest wraz z rodziną zrezygnować z drogiego mieszkania i zacząć znacznie skromniejsze życie. Relacje z rodziną, synem pogarszają się, nie może się pogodzić z nową sytuacją. Nie poddaje się, jest ambitny i knuje przebiegłą intrygę. Znajduje klucze do dawnego lokum, pod nieobecność nowych lokatorów zakrada się do mieszkania i zaczyna ingerować w życie tamtejszej rodziny.

## Obsada
- Javier Gutiérrez – Javier Muñoz
- Mario Casas – Tomás
- Bruna Cusí – Lara
- Ruth Díaz – Marga
- David Ramírez[4] – Damián
- David Selvas – Darío
- David Verdaguer[5] – Raul
- Vicky Luengo[6] – Natalia